# Ingrid Michaelson
Ingrid Michaelson (n. 8 decembrie 1979, New York City, New York, SUA) este o cântăreață și compozitoare americană, melodiile ei aparținând stilului indie pop și folk. Cea mai mare parte a compozițiilor sale au apărut pe coloanele sonore a mai multor seriale de televiziune, printre care și Grey's Anatomy.

## Biografie
Michaelson s-a născut în Staten Island, New York, într-o familie de artiști. Tatăl ei, Carl Michaelson, este compozitor, iar mama, Elizabeth Egbert, sculptor și director executiv al Muzeului Staten Island. 
Ingrid a început să ia lecții de pian de la vârsta de 5 ani. A urmat Staten Island Technical High School și Binghamton University, unde a și primit o diplomă în teatru. Pe tot parcursul adolescenței s-a dedicat și a făcut parte dintr-un grup de teatru musical, intitulat „Kids on Stage”. Mai târziu a devenit directoarea acestui grup până s-a hotărât să se dedice carierei muzicale.
La data de 10 septembrie 2008 a cântat în deschiderea concertului trupei DMB (Dave Matthews Band's), care avea loc în Madison Square Garden. Printre melodiile cântate s-au numărat și compoziții proprii, cum ar fi  „The Way I Am” ,  „Be OK” ,  „Overboard” ,  „Die Alone” , dar și cântece cover, cum ar fi cel al melodiei  „Ice Ice Baby” .
Și-a încheiat concertul cu o interpretare la pian a melodiei  „Over the Rainbow” . 
Tot în toamna anului 2008 a participat la Turneul European a lui Jason Mraz, cântând în deschiderea concertelor acestuia.

## Apariții TV
Majoritatea melodiilor lui Michaelson au apărut în coloana sonoră a serialului popular de televiziune, Grey's Anatomy. Printre acestea s-au numărat:  „The Way I Am” ,  „Breakable” ,  „Corner of Your Heart” , „ Keep Breathing”  etc. 
Câteva dintre melodiile ei au apărut însă și în alte seriale, precum  „One Tree Hill”  și  „The Bad Girls Club” . 
Printre emisiunile la care Ingrid a fost invitată se numără:  „Good Morning America” ,  „Live with Regis and Kelly” ,  „Late night with Conan O'Brien” ,  „The Tonight Show with Jay Leno”  etc. 
Ultimul ei single,  „Be OK”  a apărut pe coloana sonoră a filmului The House Bunny.

## Discografie
- - Slow the Rain (2005)

1. „Let Go”
2. „Around You”
3. „Charlie”
4. „Porcelain Fists”
5. „Morning Lullabies”
6. „Empty Bottle”
7. „Mosquito”
8. „A Bird's Song”
9. „I'll See You in My Dreams”

- - Girls and Boys (2007)

1. „Die Alone”
2. „Masochist”
3. „Breakable”
4. „The Hat”
5. „The Way I Am”
6. „Overboard”
7. „Glass”
8. „Starting Now”
9. „Corner of Your Heart”
10. „December Baby”
11. „Highway”
12. „Far away”

- - Be OK (2008)

1. „Be OK”
2. „Giving Up”
3. „Over the Rainbow”
4. „The Chain”
5. „Lady in Spain”
6. „Keep Breathing”
7. „Oh What a Day”
8. „The Way I Am”
9. „Can't Help Falling in Love”
10. „You and I”
11. „Be Ok (Acoustic)”